# كارسون دالي
كارسون دالي (بالإنجليزية: Carson Daly)‏ هو مذيع ودي جيه أمريكي، ولد في 22 يونيو 1973 في سانتا مونيكا في الولايات المتحدة.

## وصلات خارجية
- الموقع الرسمي
- كارسون دالي على موقع IMDb (الإنجليزية)
- كارسون دالي على موقع ألو سيني (الفرنسية)
- كارسون دالي على موقع ميوزك برينز (الإنجليزية)
- كارسون دالي على موقع أول موفي (الإنجليزية)
- كارسون دالي على موقع إن إن دي بي (الإنجليزية)
- كارسون دالي على موقع أول ميوزيك (الإنجليزية)
- كارسون دالي على موقع ديسكوغز (الإنجليزية)
- كارسون دالي على موقع قاعدة بيانات الفيلم (الإنجليزية)
- كارسون دالي على موقع كينوبويسك (الروسية)